# История игрушек и ужасов!
«Исто́рия игру́шек и у́жасов!» (англ. Toy Story of Terror!) — американский короткометражный мультфильм студии Pixar и Disney Television Animation, основанный на франшизе «История игрушек». Премьера специального эпизода состоялась 16 октября 2013 года на канале ABC. Режиссёр и автор сценария — Энгус Маклейн. Роли озвучили Том Хэнкс, Тим Аллен, Джоан Кьюсак, Дон Риклс, Тимоти Далтон и Кристен Шаал. Композитор — Майкл Джаккино.

## Сюжет
Девочка Бонни вместе со своей мамой едут навещать бабушку; Бонни берёт с собой Вуди, Базза Лайтера, Джесси, Рекса, Мистера Колючку, Мистера Картофельную Голову и Трикси. В багажнике машины игрушки смотрят фильм ужасов на портативном DVD-плеере. Когда у машины спускается колесо, Бонни и её мать решают провести ночь в придорожном мотеле Sleep Well.

## Музыка
Релиз саундтрека состоялся на лейбле Walt Disney Records 15 октября 2013. 
Вся музыка написана Майклом Джаккино.
| №                   | Название                            | Длительность |
| ------------------- | ----------------------------------- | ------------ |
| 1.                  | «The Suspension Is Killing Me»      | 0:44         |
| 2.                  | «Thinking Inside the Box»           | 1:40         |
| 3.                  | «Motel Me a Scary Story»            | 1:07         |
| 4.                  | «I've Got a Bag Feeling About This» | 1:45         |
| 5.                  | «Why'd It Have to Be Crawl Spaces?» | 1:15         |
| 6.                  | «The Ballad of Combat Carl»         | 2:33         |
| 7.                  | «Iguana Be Kidding Me»              | 4:03         |
| 8.                  | «Nobody Puts Jessie in the Box»     | 1:33         |
| 9.                  | «Rock 'Em Box 'Em Robots»           | 1:31         |
| 10.                 | «Pink Peanut Panic»                 | 1:23         |
| 11.                 | «World's Worst Curtain Call»        | 2:31         |
| 12.                 | «FedExit (End Credits)»             | 0:53         |
| Общая длительность: | Общая длительность:                 | 20:58        |

## Критика
Спецвыпуск получил в основном положительные отзывы критиков. На сайте-агрегаторе оценок Rotten Tomatoes, фильм имеет 94 % «свежести», основанных на 16 рецензиях. На Metacritic, фильм имеет оценку 80 из 100 на основе 7 критиков, что означает «в целом положительные отзывы».
Мэтт Руш из TV Guide отметил: «История игрушек и ужасов!, восхитительная получасовая короткометражка, состоящая из приколов и экшена». Брайан Лоури из Variety написала: «История игрушек и ужасов!», несмотря на небольшую продолжительность, оставляет впечатления полноформатного фильма, во многом благодаря юмору и музыки Майкла Джаккино".
Роб Оуэн (Pittsburgh Post-Gazette): «Это маленькое 30-минутное приключение, умно тем, что помещает персонажей „Истории игрушек“ в узнаваемые ситуации которые похожи на фильме серии».
Роберт Ллойд из Los Angeles Times отметил: «Темы из более ранних фильмов „История игрушек“ были переработаны, и это не может не радовать».